# Вуличні домагання

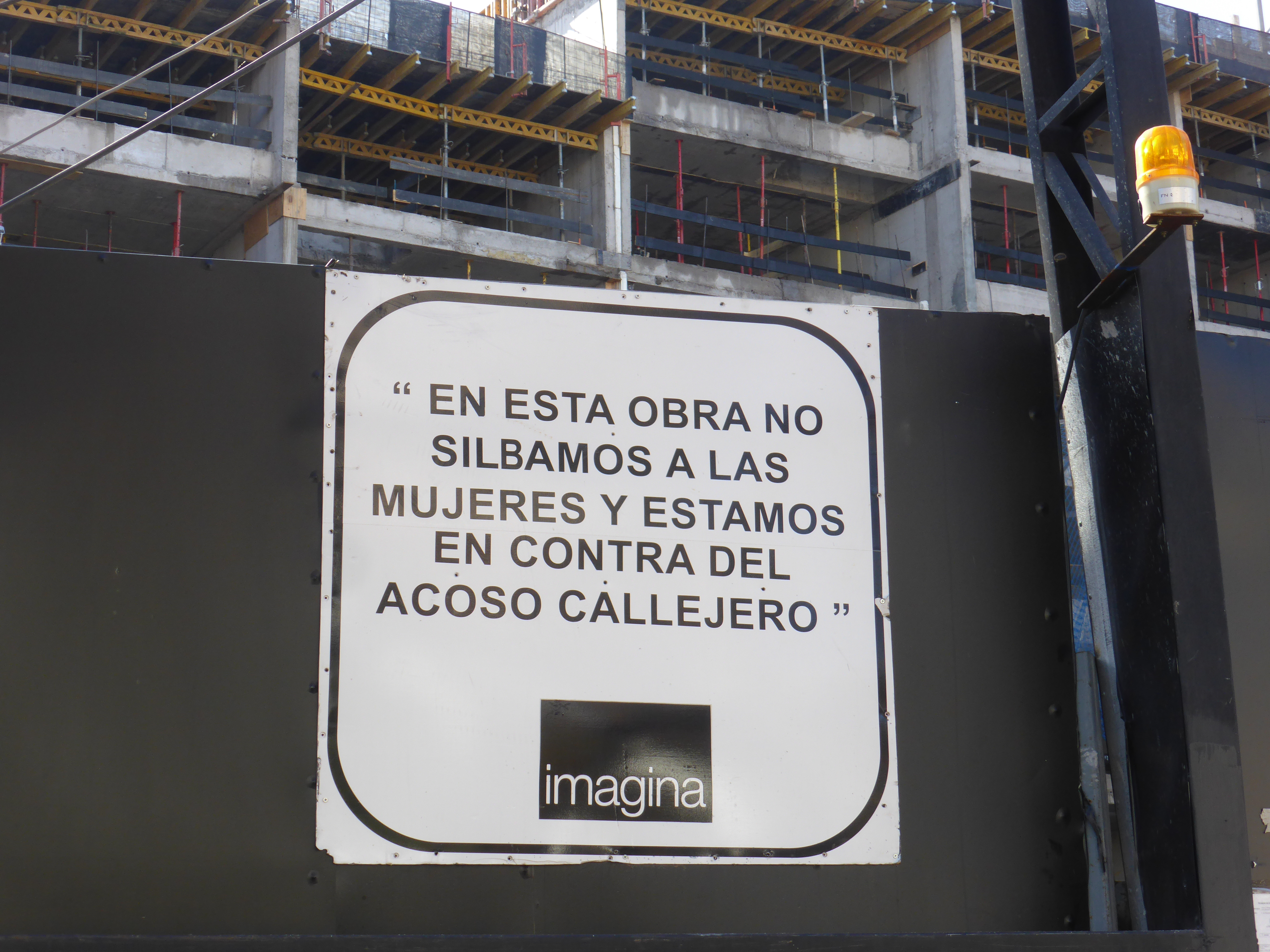
«На цій роботі ми не освистуємо жінок і проти вуличних переслідувань». Плакат на будівельному майданчику в Сантьяго-де-Чилі в 2020 році.

Вуличні домагання — це форма домагань, насамперед сексуальних, які складаються з небажаних сексуалізованих коментарів, провокаційних жестів, гудіння машин, свисту, непристойного викрикування (кетколінг), переслідування, наполегливих сексуальних домагань, дотиків чи зйомки (апскьортинг) незнайомцями у громадських місцях, наприклад, на вулицях чи громадському транспорті. Об'єктами вуличних домагань стають люди різної статі, але жінки набагато частіше стають потерпілими від домагань з боку чоловіків.

## Тлумачення
За даними некомерційної організації Stop Street Harassment, вуличні переслідування не обмежуються діями чи коментарями, які мають сексуальний відтінок. Вуличні переслідування часто включають гомофобні образи, а також ненависницькі коментарі з посиланням на расу, релігію, клас, етнічну приналежність та інвалідність. Ця практика ґрунтується на відчутті влади та контролю й часто є відображенням суспільної дискримінації, і, як стверджується, іноді є результатом відсутності можливостей для вираження інтересу чи прихильності (наприклад, нездатність до соціальної взаємодії).
Згідно з Harvard Law Review (1993), вуличне переслідування вважається переслідуванням, яке здійснюють переважно незнайомі чоловіки до жінок у громадських місцях.
За словами засновниці Stop Street Harassment, це може варіюватися від фізично нешкідливої поведінки, такої як «звуки поцілунків», «погляди» та «несексуальні коментарі», до «більш загрозливої поведінки», як-от переслідування, дотики, сексуальне насильство та зґвалтування.

## Історія
Немає остаточного початку вуличних переслідувань, але дискусія на цю тему почалася в 1944 році зі зґвалтування Ресі Тейлор. Роза Паркс почала розслідувати злочин, під час якого темношкіру жінку Тейлор викрали та зґвалтували в Аббевілі, штат Алабама. Паркс у відповідь розпочала кампанію, яку пізніше назвали «найсильнішою кампанією за рівне правосуддя за останні десять років».
У 1960-х і 1970-х роках набув популярності рух «Поверни ніч». Цей рух, все ще широко представлений сьогодні, є міжнародним протестом проти сексуального насильства проти жінок. Take Back the Night стала неприбутковою організацією, яка спрямована на припинення всіх форм сексуального насильства, включаючи вуличні переслідування.
У 1970 році відбулась акція «Wall Street Ogle-In». На чолі з Карлою Джей жінки пройшли по Волл-стріт із плакатами проти вуличних переслідувань. Для зміни ролей жінки окликали чоловіків, повз яких проходили, в надії привернути увагу до неприємного характеру вуличних домагань, які жінки відчувають щодня.
У 1994 році Дейрдре Девіс написала академічну статтю, яка допомогла прояснити, що таке вуличне переслідування, описавши його п'ять основних характеристик: 1) воно відбувається в громадському місці, 2) найчастіше відбувається між чоловіками і жінками, 3) висловлювання «дякую» переслідувачу провокує подальше переслідування, 4) коментарі часто стосуються того, чого не видно на тілі жінки, і 5) коментарі переслідувача, хоча й маскуються під компліменти, є об'єктивуючими та принизливими.

## Поширеність

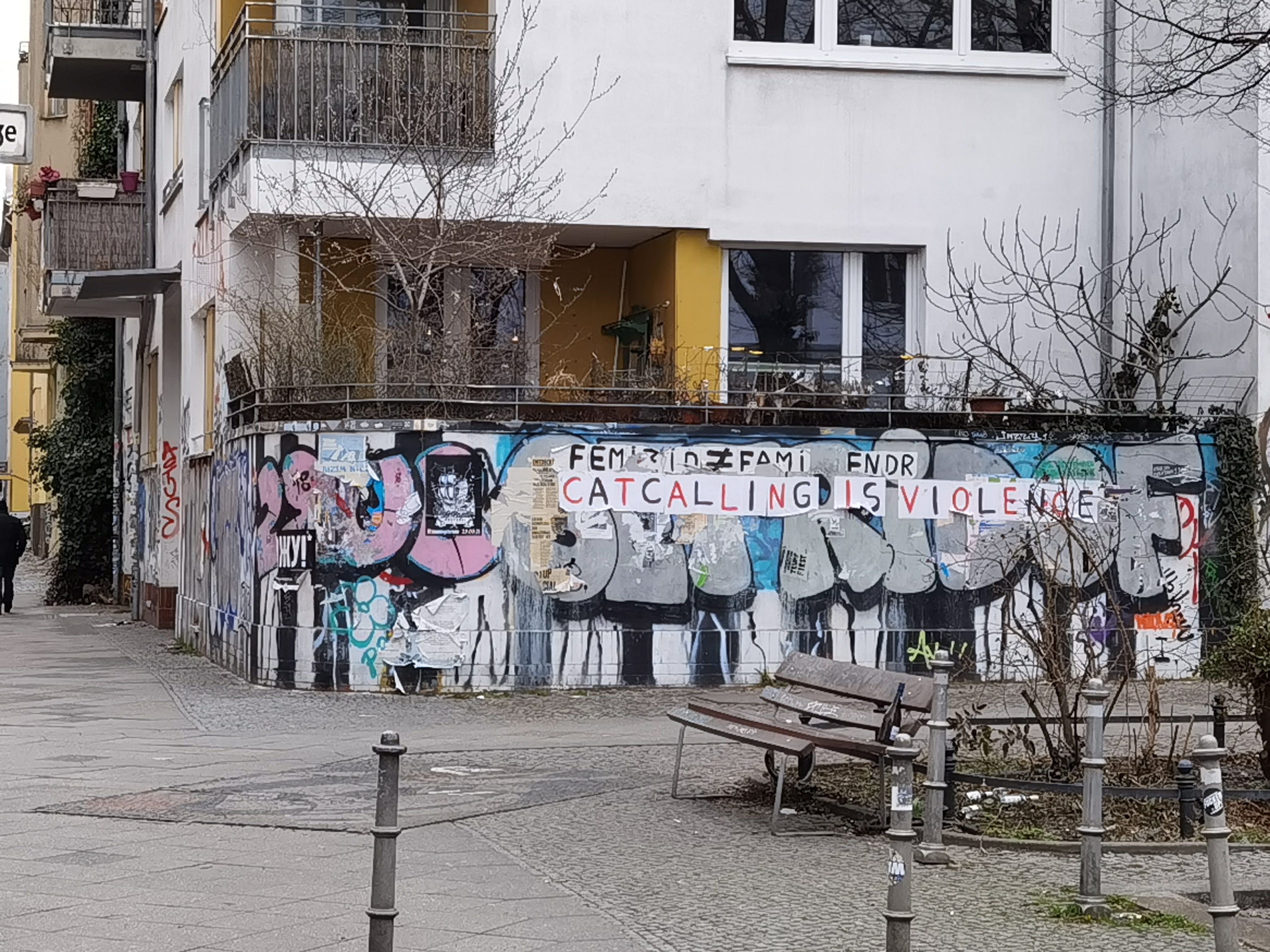
Графіті на паркані у Німеччині проти сексуальної дискримінації жінок

Статистика в усьому світі показує, що 80 % жінок зазнають частого переслідування на вулиці, 45 % вважають, що не можуть самостійно відвідувати громадські місця, 50 % змушені переходити вулицю, щоб знайти альтернативні маршрути до місця призначення, 26 % стверджують, що вони в стосунках, щоб уникнути переслідувань, 80 % відчувають потребу бути постійно пильними, пересуваючись вулицями, а 9 % змушені були змінити професію, щоб уникнути переслідування. Ця проблема є не тільки транснаціональною, а й транскультурною, і щодня стосується людей будь-якої приналежності, рас і віку.

## Наслідки вуличного переслідування
Фізичні реакції, відчуття фізичної небезпеки, емоційні реакції та психологічні симптоми є наслідками вуличного переслідування. Фізичні ефекти також можна обговорювати з точки зору фізичної безпеки жінки. Реципієнтки переслідування описують фізичні симптоми, як напруження м'язів, утруднення дихання, запаморочення та нудоту. Вуличні переслідування досягають своїх цілей: емоційні реакції, які варіюються від помірного роздратування до сильного страху. Дві теми неодноразово з'являються у відповідях жінок на запитання про досвід домагань: вторгнення в особисте життя та страх зґвалтування. Деякі вчені вважають, що коментарі та поведінка переслідувача зводять жінок до сексуальних об'єктів і нав'язують це сприйняття його об'єкту. Домагання також можуть навчити жінок соромитися свого тіла і асоціювати своє тіло зі страхом і приниженням через самозвинувачення. У дослідженні, опублікованому в 2010 році, повідомляється, що досвід вуличного переслідування безпосередньо пов'язаний з більшою заклопотаністю зовнішнім виглядом і соромом тіла, а також побічно пов'язаний із підвищеним страхом зґвалтування. Жінки, які звинувачують себе, можуть відчувати тривожні симптоми у вигляді сорому власного тіла, спостереження за тілом і самооб'єктивації. Цей результат не тільки завдає шкоди самооцінці жінки, але також може заважати її здатності відчувати себе комфортно зі своєю сексуальністю.
Вуличні переслідування серйозно обмежують фізичну та географічну мобільність жінок. Це не тільки применшує відчуття безпеки і комфорту жінки в громадських місцях, але й обмежує її свободу пересування, позбавляючи її волі та безпеки в громадських місцях. Жінки оцінюють своє оточення, обмежують вибір одягу, носять навушники, уникають певних районів або маршрутів як запобіжні заходи, щоб зменшити ймовірність переслідування. У недавніх дослідженнях вуличне переслідування пов'язували з непрямими наслідками, які знижують якість життя жінок. Зниження якості життя сприяє поведінці уникнення.
Метою дослідження, проведеного в 2011 році, було зафіксувати вплив вуличних переслідувань на здоров'я жінок і дівчат. Було виявлено, що вони перебувають у психічному стресі після того, як зазнали вуличних переслідувань. Виявилося, що погане психічне здоров'я пов'язане з вуличними переслідуваннями, спричиненими тривогою, що певні приміщення не є безпечними. Також було виявлено скорочення часу, який вони проводять на вулиці. Однак це негативно вплинуло на їхню здатність залишатися на роботі або йти туди, де вони могли б отримати медичну допомогу. Переслідування незнайомців зменшує відчуття безпеки під час прогулянки вночі, користування громадським транспортом, перебування в гаражі або вночі вдома.
Стаття 2000 року, заснована на канадському опитуванні щодо насильства проти жінок, показала, що минуле домагання з боку незнайомців є важливим фактором уявлення жінок про свою безпеку в громадських місцях. Переслідування з боку незнайомця, на відміну від знайомого, частіше викликає страх сексуальної віктимізації.

## Причини домагань
Згідно з дослідженням вуличних переслідувань у Єгипті, Лівані, Марокко та Палестині, яке цитується у статті NPR 2017 року, чоловіки, які мають вищу освіту, більш схильні до вуличних переслідувань. Дослідники зазначають, що «молоді чоловіки із середньою освітою частіше сексуально домагалися жінок, ніж їхні старші, менш освічені однолітки». Дослідники пояснюють, що основна причина вуличного переслідування чоловіків полягає в тому, що вони прагнуть підтвердити свою владу. Вони роблять це тому, що в їхньому житті є стресові фактори, такі як забезпечення сім'ї, високий рівень безробіття та політична нестабільність у їхній країні. У статті NPR говориться, що чоловіки «мають високі прагнення до себе і не можуть їх задовольнити, тому вони [переслідують жінок], щоб поставити їх на місце. Вони відчувають, що світ їм винен». Дослідження показало, що багато чоловіків переслідують жінок на вулиці лише для розваги; це спосіб зняти стрес: «Коли чоловіків запитали, чому вони сексуально переслідують жінок на публіці, переважна більшість, до 90 % у деяких місцях, відповіли, що робили це заради розваги та хвилювання».
У деяких випадках чоловіки можуть насолоджуватися захопленням від виконання чогось незаконного або забороненого, а деякі можуть відчувати сексуальне задоволення від обмацування, флірту або сексуального приниження. Негативні зауваження також можуть бути наслідком гомофобії.

## Активізм з боротьби
Громадська активність проти вуличних переслідувань зросла з кінця 2000-х років. Група під назвою Stop Street Harassment розпочалася як блог у 2008 році, а в 2012 році стала неприбутковою організацією. Організація надає поради щодо боротьби з вуличними переслідуваннями безпечними та наполегливими способами, а також надає можливість «вжити заходів громади». У 2010 році Stop Street Harassment розпочав щорічний «Міжнародний тиждень протидії вуличним переслідуванням». Протягом третього тижня квітня люди з усього світу брали участь у «маршах, мітингах, майстернях та розмальовуванні крейдою тротуарів», щоб привернути увагу до цієї проблеми. Інша група під назвою Hollaback! була заснована в 2010 році.
Активістки використовували вірусні відео, щоб оприлюднити частоту небажаних коментарів, які жінки отримують у громадських місцях.
Одна американська вулична художниця використала Kickstarter, щоб зібрати гроші для кампанії під назвою «Припиніть вмовляти жінок посміхатися». Художниця розміщує портрети себе та інших молодих жінок із повідомленнями проти вуличного переслідування.
Жінка з Міннеаполіса створила набір «Картки проти домагань» для друку (на честь гри Cards Against Humanity), який вона роздає серед вуличних переслідувачів. Картки покликані пояснити вуличним переслідувачам, чому їхні коментарі небажані.
У 2018 році Plan International UK розпочали кампанію #ISayItsNotOk, щоб зупинити вуличне переслідування дівчат і підвищити обізнаність громадськості з цієї проблеми. Ця кампанія привернула велику увагу громадськості і спонукала дівчат і жінок у Великій Британії поділитися своїми історіями вуличних переслідувань. У 2019 році інша група у Великій Британії, «Наші вулиці зараз», розпочала кампанію, щоб зробити вуличне переслідування дівчат, жінок і трансгендерів кримінальним злочином, а також просвітити учнів у школах щодо вуличних переслідувань, щоб «дівчата навчилися уникати цього, і хлопчики ніколи не станули його винуватцями». Наприкінці листопада 2020 року Plan International UK і Our Streets Now об'єдналися в партнерство, щоб створити кампанію #CrimeNotCompliment і зробити публічні сексуальні домагання злочином.